# Jan Lenferink
Jan Lenferink (Dalfsen, 9 december 1948) is een voormalig Nederlands radio- en televisiemaker.
Lenferink werkte jarenlang voor de VPRO, waar hij meewerkte aan radioprogramma's als Piet Ponskaart. Maar hij werd vooral bekend als presentator van het televisieprogramma RUR (Rechtstreeks Uit Richter), dat aanvankelijk door Veronica werd uitgezonden vanaf medio 1983 tot medio 1993. Hij stond onder andere bekend om zijn streepjesoverhemd, zijn glas melk en zijn lichte vorm van stotteren. In de hoogtijdagen van het programma kwamen talloze bekende politici en artiesten met plezier bij Lenferink langs, zijn sarcasme en mild spottende toon voor lief nemend. Kort voor diens dood interviewde hij presentator Willem Ruis.
Vanaf september 1995 was Lenferink met RUR te zien op achtereenvolgens  RTL 4, RTL 5 en als laatste op  SBS6. In februari 2002 maakt Jan Lenferink een revival mee. In de laatste serie van acht afleveringen ontving een nauwelijks ouder geworden Lenferink zijn gasten net als vroeger. De formule spitste zich toe op gesprekken met gasten uit de eerdere reeks programma’s, onderbroken door oude beeldfragmenten. De opvolger, de dagelijkse talkshow Louter Lenferink, werd door SBS al snel gestopt met het argument dat de kijkers om 19.30 uur niet op een talk-show zitten te wachten.
Lenferink kreeg ooit in een vertoond filmpje in een live-uitzending enkele klappen in zijn gezicht toen hij een taart wilde aanbieden bij het clubhuis van de Hells Angels. Het bezoeken van mensen die recent in het nieuws waren om ze daarbij een taart aan te bieden, deed Lenferink wel vaker. Het lukte hem zelfs ooit om tijdens Koninginnedag een taart aan koningin Beatrix aan te bieden en haar kort te spreken.
Op 22 november 2007 haalde hij wederom het nieuws; in een reportage over het omstreden Amsterdamse luxebordeel Yab Yum waren beelden te zien waarin de voormalige tv-presentator in bad zat met een van de gastvrouwen. De beelden waren gemaakt voor een uitzending van tv-show RUR. Lenferink nam daarin enkele interviews af en maakte met toestemming geënsceneerde beelden in de club.
Lenferink schreef ook columns voor het NRC Handelsblad en Het Parool.